# Rovdjuret 2
Rovdjuret 2 (engelska: Predator 2) är en amerikansk science fiction-actionfilm som hade biopremiär i USA den 21 november 1990, i regi av Stephen Hopkins med Danny Glover i huvudrollen.

## Handling
Ett rovdjur av samma art som i den första filmen anländer 1997 till Los Angeles för ett par dagars nöjesjakt, och befinner sig snart mitt uppe i ett paradis av skottlossningar och krig mellan gangstergäng. När rovdjuret så får korn på en verkligt värdig fiende, Mike Harrigan vid polisen, utmanar han honom genom att döda en av hans kollegor. De båda fienderna börjar spåra varandra och möts så småningom i en strid mellan människa och rovdjur, som i slutändan avslöjar mer om rovdjurens karaktär än vad som hittills visats.

## Om filmen
- Filmen gick dåligt på biograferna, men har i efterhand fått lite av en kultstatus.
- Arnold Schwarzenegger som spelade huvudrollen i den första filmen tackade nej till uppföljaren då han ogillade konceptet med att Rovdjuret hade kommit till storstaden och skrev istället på för en annan uppföljare, Terminator 2 - Domedagen.
- Filmen utspelar sig i Los Angeles, men är förutom 20th Century Fox-Studios och i tunneln vid Pacific Electric Subway i Los Angeles också inspelad i både San Francisco och Oakland.

Filmen hade sverigepremiär den 26 april 1991.

## Rollista (i urval)
- Danny Glover - Mike Harrigan
- Kevin Peter Hall - Rovdjuret
- Gary Busey - Peter Keyes
- Maria Conchita Alonso - Leona Cantrell
- Bill Paxton - Jerry Lambert
- Robert Davi - Phil Heinemann
- Paulo Tocha - detektiv

### Fotnoter
1. ↑  ”Predator” (på engelska). Box Office Mojo. 21 november 1990. http://www.boxofficemojo.com/movies/?id=predator2.htm. Läst 9 september 2016.
2. ↑  ”Predator”. Svensk filmdatabas. 26 april 1991. http://www.sfi.se/sv/svensk-filmdatabas/Item/?type=MOVIE&itemid=16973. Läst 9 september 2016.